# Liste der Wappen in Österreich

## Österreich(2. Republik)

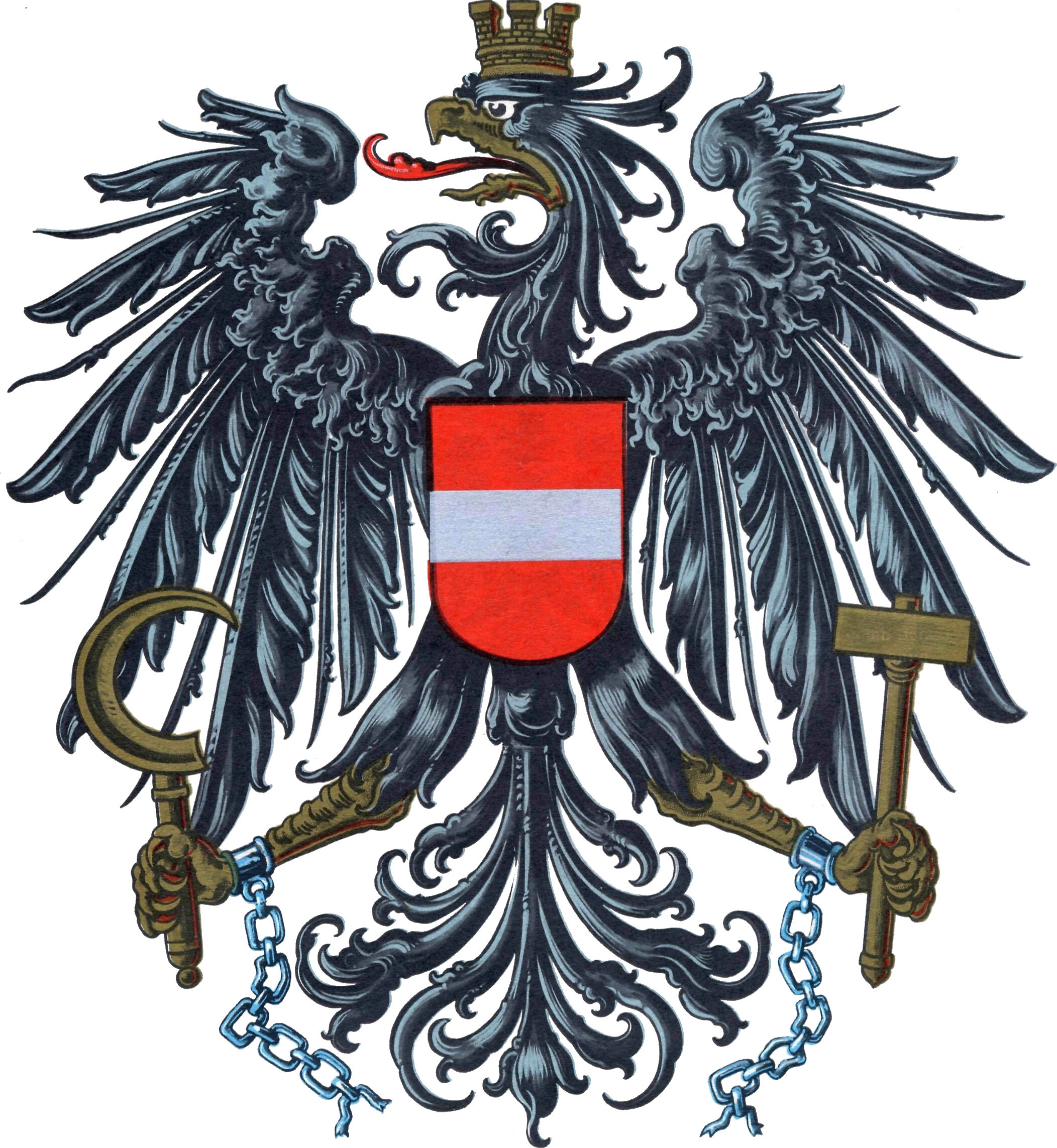
Bundeswappen Österreichs

### Kleine Wappen

Burgenland Landeswappen [Details]
Kärnten Kleines Landeswappen [Details]
Niederösterreich Landeswappen [Details]
Oberösterreich Landeswappen [Details]
Salzburg Landeswappen [Details]
Steiermark Landeswappen [Details]
Tirol Landeswappen [Details]
Vorarlberg Landeswappen [Details]
Wien Landeswappen [Details]

### Große Wappen

Kärnten Großes Landeswappen [Details]
Wien Großes Landeswappen [Details]

## Historische Wappen

### Erste Republik(1918–1934) undBundesstaat Österreich(1934–1938)

Staatswappen der 1. Republik (1919–1934)
Wappen des Bundesstaates Österreich (1934–1938)

### Kaisertum ÖsterreichundÖsterreich-Ungarn

#### Kleines gemeinsames Wappen

Das kleine gemeinsame Wappen (bis 1915)
Das kleine gemeinsame Wappen (1915–1918)

#### Mittleres gemeinsames Wappen

Das mittlere gemeinsame Wappen (bis 1915)
Das mittlere gemeinsame Wappen (1915–1918)

#### Kleines Wappen Österreichs

Das kleine Wappen Österreichs (1915–1918)

#### Mittleres Wappen Österreichs

Das mittlere Wappen Österreichs (1915–1918)

#### Kleines Wappen Ungarns

Das kleine Wappen Ungarns

#### Mittleres Wappen Ungarns

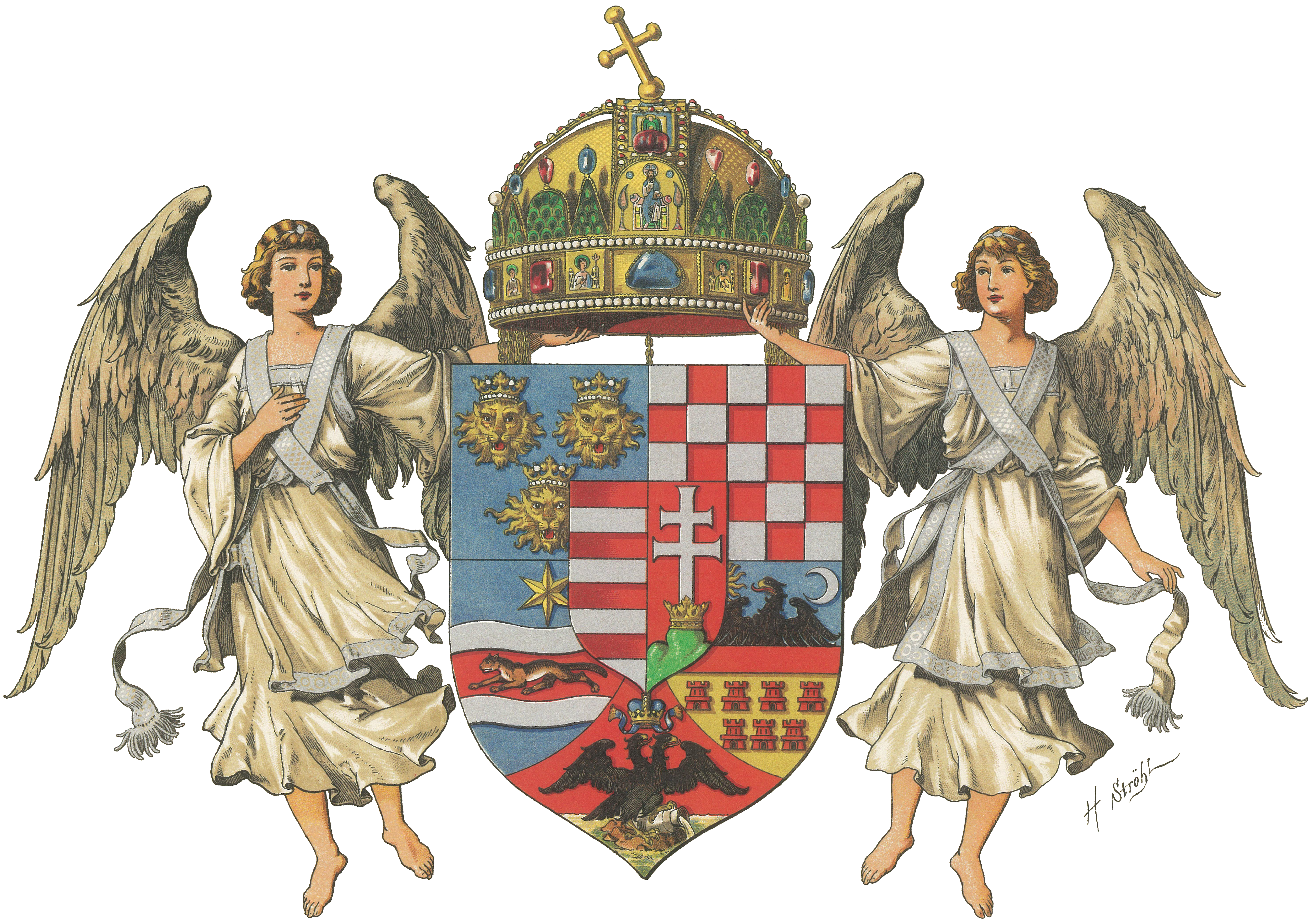
Das mittlere Wappen Ungarns (bis 1915)
Das mittlere Wappen Ungarns (1915–1918)

#### Kronländer Österreich-Ungarns

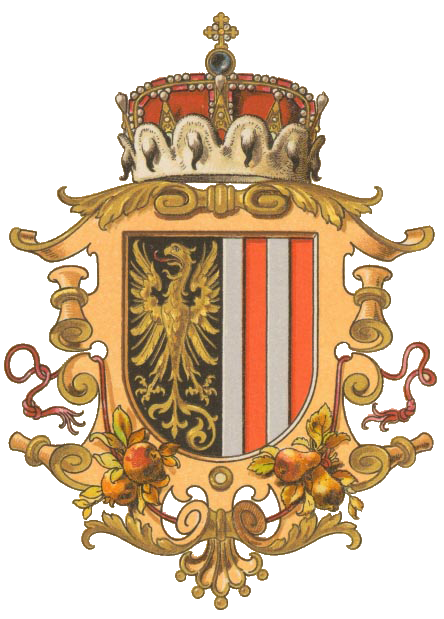
Erzherzogtum Österreich ob der Enns
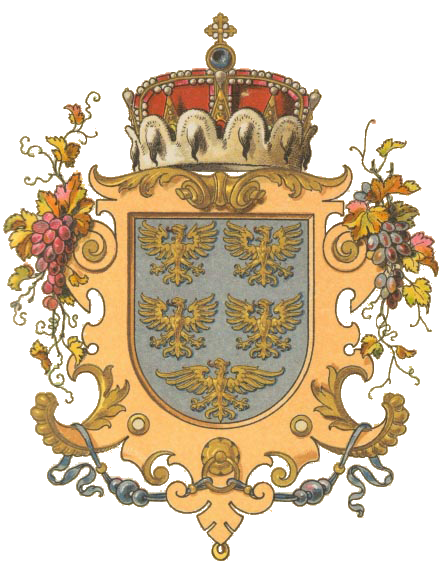
Erzherzogtum Österreich unter der Enns
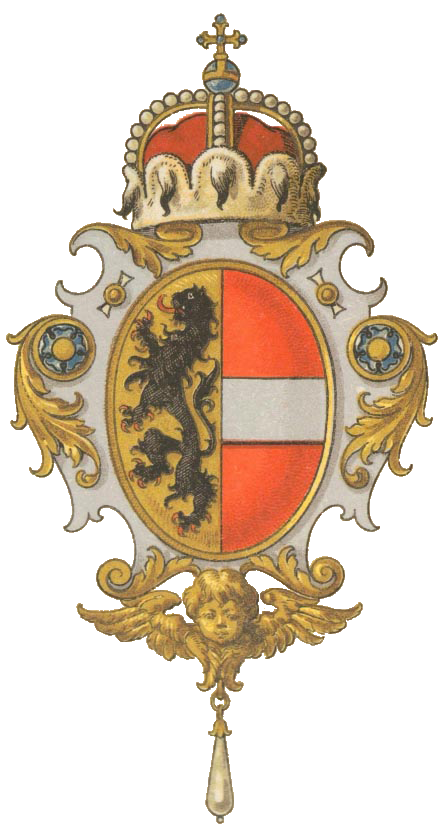
Herzogtum Salzburg
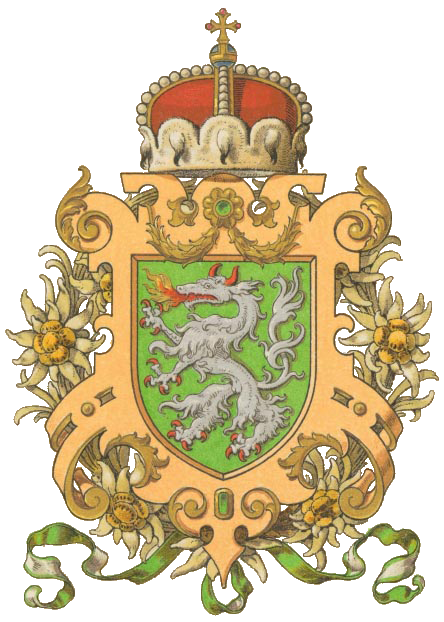
Herzogtum Steiermark
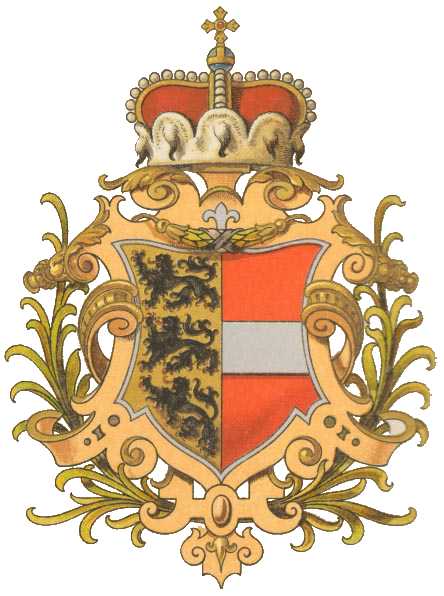
Herzogtum Kärnten
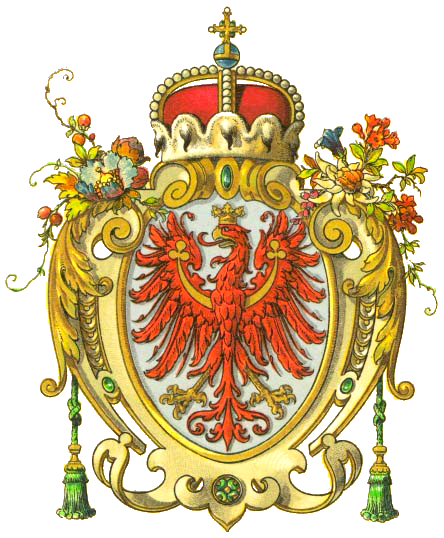
Gefürstete Grafschaft Tirol
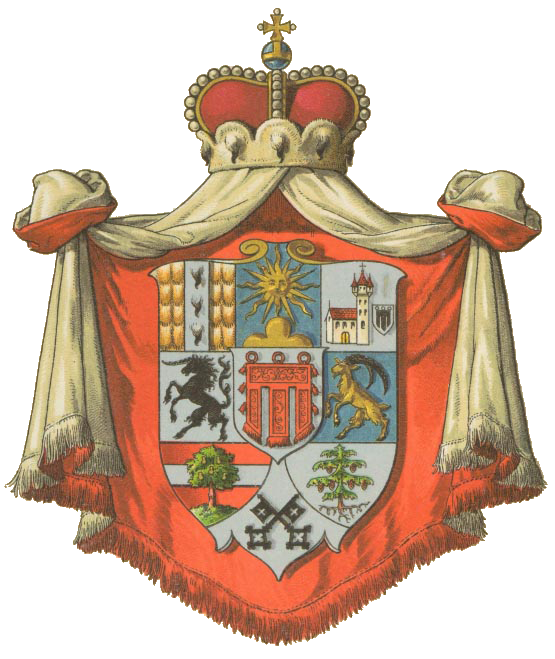
Landesteil Vorarlberg
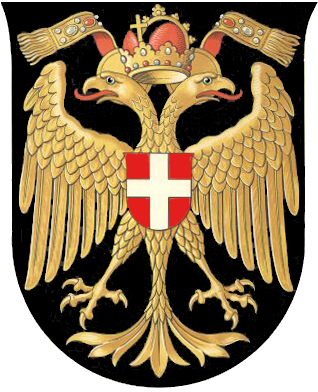
Reichshaupt- und Residenzstadt Wien
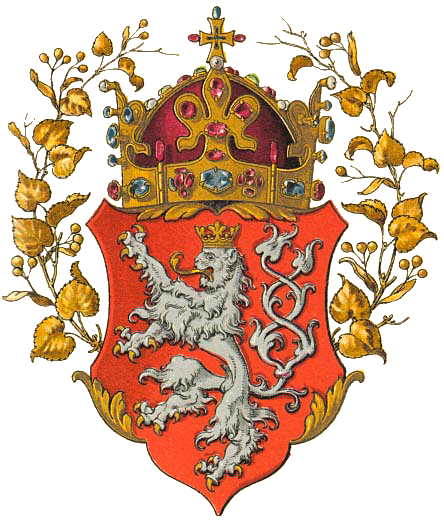
Königreich Böhmen
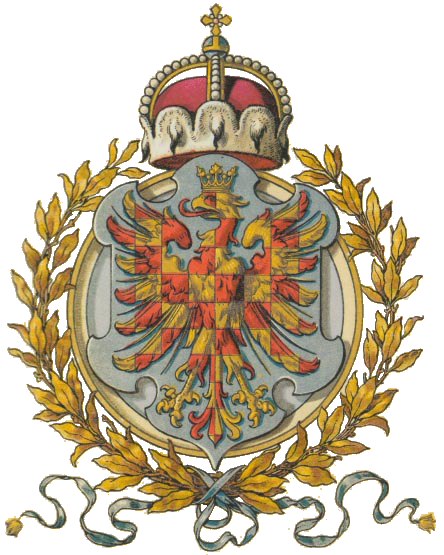
Markgrafschaft Mähren
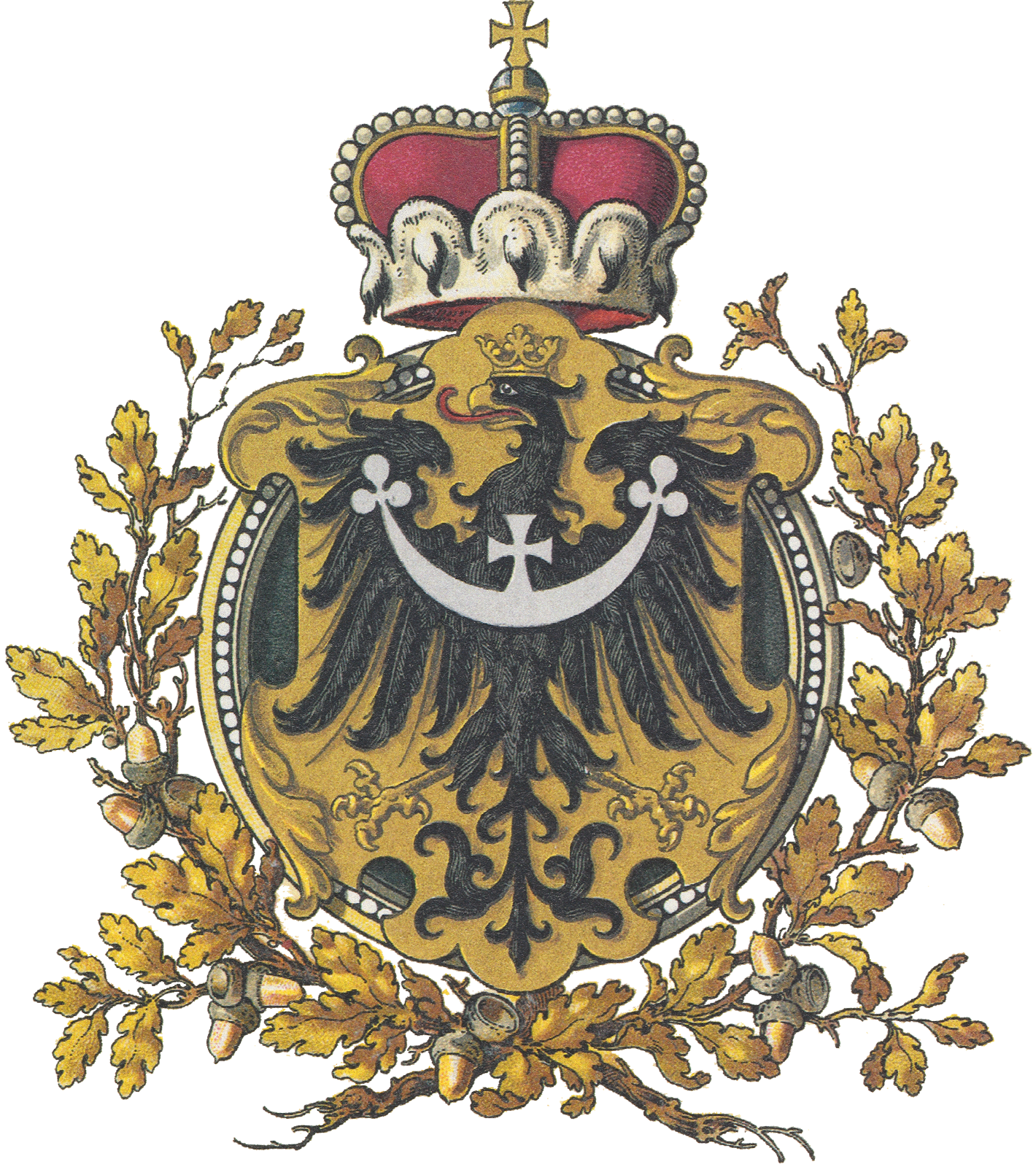
Herzogtum Ober- und Niederschlesien
Königreich Galizien und Lodomerien
Herzogtum Bukowina
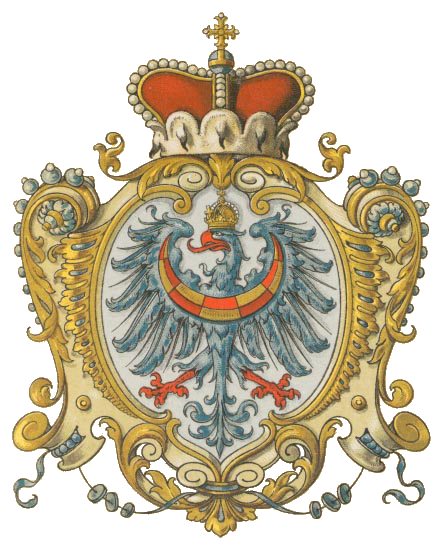
Herzogtum Krain
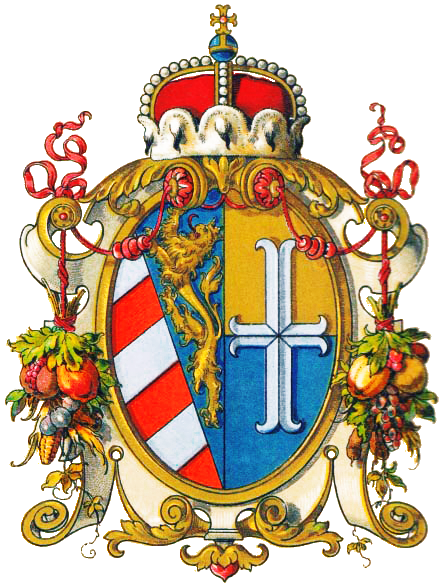
Gefürstete Grafschaft Görz und Gradisca
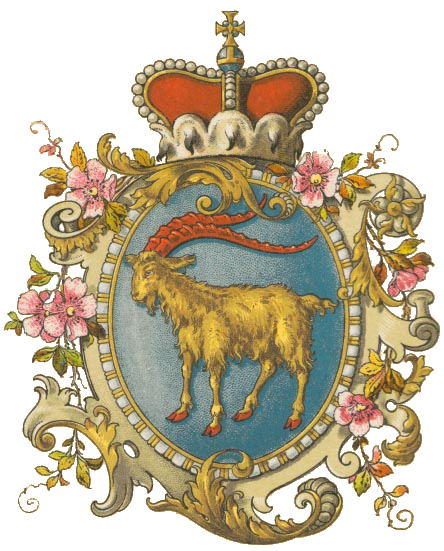
Markgrafschaft Istrien
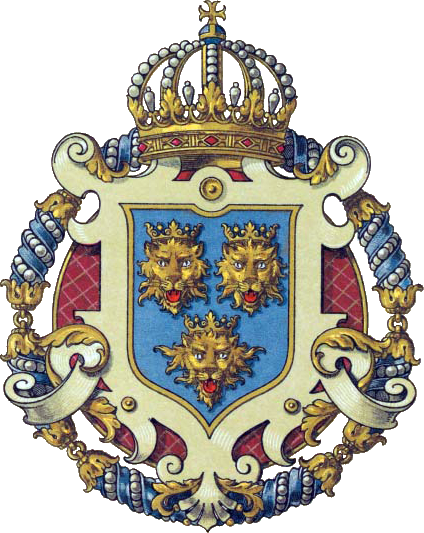
Königreich Dalmatien
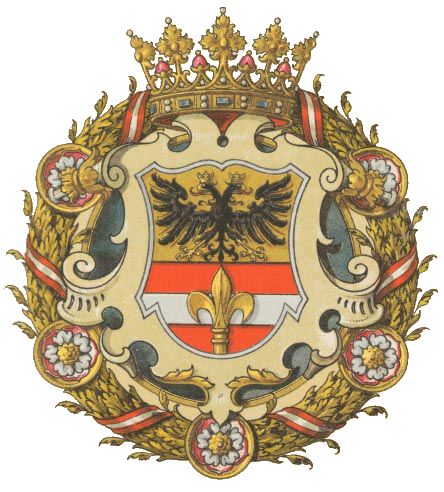
Stadt Triest
Königreich Kroatien und Slavonien
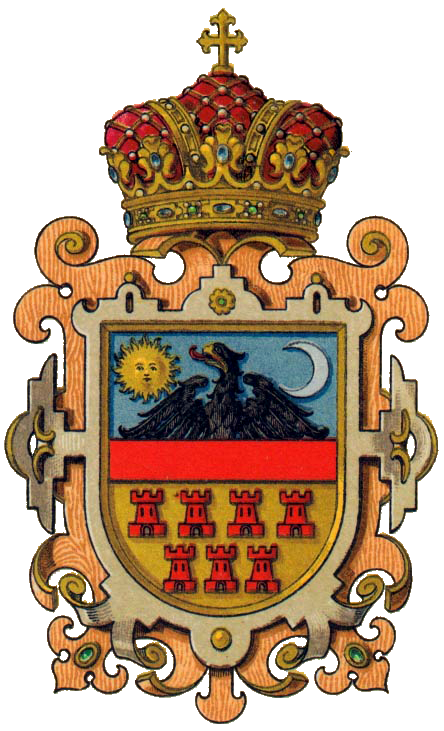
Großfürstentum Siebenbürgen
Land Bosnien und Herzegowina

### Herzogtum Österreich

Bindenschild des (Erz-)Herzogtums Österreich (1512)

### Österreich-Ungarn
- Imre Csáky: A Magyar királyság vármegyéinek címerei a XVIII-XIX. Században. Corvina, Budapest 1995, ISBN 963-13-4234-4.
- Walter Leonhard: Das grosse Buch der Wappenkunst. Weltbild Verlag, Augsburg 1978–2003, ISBN 3-8289-0768-7.
- Multi-authored: Towns and cities: arms, flags and seals. Proceedings issued by the Ukrainian Heraldry Society, Lviv Branch. Lviv 2003, ISBN 966-02-0992-4.
- Josef Von Szirányi: Die Wappen aller souveränen Länder der Erde, sowie diejenigen der preussischen Provinzen, der österreich.-ungar. Kronländer und der Schweizer Kantone. Verlag Moritz Ruhl, Leipzig 1928.
- Hugo Gerard Ströhl: Städtewappen von Österreich-Ungarn. Anton Schroll & Co, Wien 1904.
- Vincenz Robert Widimsky: Städtewappen des Österreichischen Kaiserstaates. I. Königreich Böhmen; II. Herzogthum Salzburg. III. Herzogthum Schlesien. IV Herzogthum Steiermark. Wien 1864.
- Hugo Gerard Ströhl: Oesterreichisch-Ungarische Wappenrolle. Wien 1890.